# Kogalymavia-Flug 9268
Koordinaten: 30° 10′ 58,8″ N, 34° 9′ 39,6″ O
Kogalymavia-Flug 9268 (Flugnummer: IATA 7K 9268, ICAO KGL9268) war ein Metrojet-Charterflug der russischen Fluggesellschaft Kogalymavia vom Flughafen Scharm asch-Schaich, Ägypten, nach Sankt Petersburg (Flughafen Pulkowo). Am 31. Oktober 2015 stürzte der Airbus A321 auf der Sinai-Halbinsel östlich von Bir el-Hassana (Hasna) und 70 km südlich von al-Arisch ab. Es gab dabei 224 Todesopfer.
Kurz nach dem Absturz hat sich die terroristische Vereinigung „Islamischer Staat“ (IS) zu einem Anschlag auf das Flugzeug bekannt. Aufgrund mutmaßlicher Sprengstoffspuren wird der Flugzeugabsturz von Russland als ein durch eine Bombe verursachter Terroranschlag gewertet. Auch Ägypten erkannte im Februar 2016 nach langem Zögern, das aus Sorgen um seine Tourismusbranche resultierte, den Absturz als Terrorakt an.
Es handelt sich um das schwerste Unglück eines Flugzeugs der Airbus-A320-Familie sowie den opferreichsten Absturz eines Flugzeugs in Ägypten, zudem um den schwersten Zwischenfall eines russischen Flugzeugs.
Der Absturz von Kogalymavia-Flug 9268 war das zweite Ereignis binnen drei Jahren, bei dem ein russisches Flugzeug mit der Flugnummer 9268 verunglückte, der erste war Red-Wings-Airlines-Flug 9268.

## Flugzeug
Das Flugzeug des Typs Airbus A321-231 hatte die Werknummer 663, es handelte sich um den zweiten je gebauten Airbus A321-200. Der Erstflug fand am 9. Mai 1997 mit dem Kennzeichen D-AVZK statt; am 27. Mai 1997 wurde es an das US-amerikanische Flugzeug-Leasingunternehmen International Lease Finance Corporation (ILFC) ausgeliefert. Sein erster Leasing-Kunde, die libanesische Fluggesellschaft Middle East Airlines (MEA), betrieb es mit dem französischen Kennzeichen F-OHMP und gab es im Mai 2003 an ILFC zurück.
Von Juni 2003 bis Dezember 2006 mietete die türkische Onur Air das Flugzeug mit dem Kennzeichen TC-OAE. Vom 30. November 2007 bis 24. Januar 2008 vermietete Onur Air es weiter an Saudi Arabian Airlines und betrieb es anschließend wieder selbst. Im Frühjahr 2012 gab Onur Air das Flugzeug an ILFC zurück; ab 30. März 2012 mietete Kogalymavia es. Am 30. April 2012 verkaufte ILFC das Flugzeug an das niederländische Flugzeug-Leasingunternehmen AerCap, und Kogalymavia nutzte es weiterhin. Zum 1. Mai 2012 ging die Nutzung von Kogalymavia auf das Tochterunternehmen Metrojet über. Das mit zwei Triebwerken vom Typ IAE V2533-A5 ausgerüstete Flugzeug trug das irische Luftfahrzeugkennzeichen EI-ETJ.
Es absolvierte von 1997 bis 2015 insgesamt 55.772 Flugstunden und 21.175 Starts und Landungen. Im November 2001 erlitt das Flugzeug durch einen Tailstrike bei einer Landung auf dem Flughafen Kairo-International einen Schaden am Heck.

## Flugverlauf

Flugroute 9268

Das Flugzeug startete um 05:51 Uhr Ortszeit (03:51 UTC). Danach stieg es um 06:11 Uhr (04:11 UTC) noch einmal von 30.300 Fuß bei 405 Knoten laut ADS-B-Daten innerhalb von einer Minute auf eine Flughöhe von 33.500 Fuß, verlor dann aber offenbar schlagartig an Geschwindigkeit und meldete um 06:13:22 Uhr (04:13:22 UTC) nur noch eine Geschwindigkeit von 62 Knoten aus einer Flughöhe von 27.925 Fuß auf Position 30° 11' nördlicher Breite, 34° 10' östlicher Länge. Dies war das letzte von ihm empfangene ADS-B-Signal. Die Piloten hatten nicht wie vorgesehen Kontakt mit den Fluglotsen in Zypern zur Betreuung des Flugs aufgenommen.

## Besatzung und Passagiere
An Bord des Flugs am 31. Oktober 2015 befanden sich 224 Personen (darunter 25 Kinder sowie sieben Besatzungsmitglieder). Unter den 217 Passagieren waren 212 russische, vier ukrainische und ein belarussischer Staatsbürger.

## Bergung
Ägyptische Rettungskräfte fanden Trümmerteile des Airbus A321 östlich von Hasna und 70 km südlich des al-Arisch-Flughafens im Sinai. Die Leichen wurden nach Kairo und in ein Krankenhaus im Sinai gebracht. Noch am Tag des Absturzes wurden beide Flugschreiber gefunden.

## Unfalluntersuchung
Als Vertreter des Flugzeugherstellerlandes wurden je zwei Ermittler des Bureau d’Enquêtes et d’Analyses pour la sécurité de l’aviation civile (BEA) und der Bundesstelle für Flugunfalluntersuchung (BFU) ausgesandt.
Wiktor Sorotschenko vom Zwischenstaatlichen Luftfahrtkomitee (MAK) erklärte in Kairo, das Flugzeug sei in der Luft auseinandergebrochen. Die Ermittlungen anhand der beiden gefundenen Flugschreiber würden noch andauern. Für die Trümmersuche würden 6 Quadratmeilen (etwa 15,5 km²) durchkämmt, und bis Mittag (des 1. Novembers) seien 163 Leichen gefunden worden.
Der Leiter der Untersuchungskommission Ayman al-Muqaddam bestätigte am 7. November 2015, dass ein Geräusch in der letzten Sekunde der Stimmrekorderaufzeichnungen zu hören sei, das weiter analysiert werden soll. Es werden alle möglichen Szenarien in Betracht gezogen. Die ausländischen Geheimdienste wurden aufgefordert, Hinweise zur Aufklärung des Vorfalls an die Kommission weiterzugeben.
Am 13. Dezember 2015 legte das Ministerium für zivile Luftfahrt in Kairo einen ersten vorläufigen Bericht vor. Nach Angaben des Ministeriums lagen der technischen Untersuchungskommission bis dahin keine Hinweise für einen Terroranschlag vor.

## Spekulationen über die Ursache des Absturzes
Ägyptische Behörden sprachen schnell von einem technischen Defekt. In Medien wurde jedoch auch darauf hingewiesen, dass im Norden und im Zentrum des Sinai die militante Terrororganisation Wilayat Sinai aktiv sei, die dem Terror-Komplex des Islamischen Staates (IS) zugerechnet wird. Wilayat Sinai teilte am selben Tag über ein Twitter-Konto mit, sie habe die russische Passagiermaschine zum Absturz gebracht. Bereits vorher tauchte ein Video auf; es zeigt ein Flugzeug bei klarem Himmel in großer Höhe, welches explodiert und zu Boden stürzt. Die Echtheit des Films wurde angezweifelt. Nach Angaben ägyptischer Behörden gibt es keine Hinweise, dass es sich um einen Abschuss gehandelt haben könnte.
Ein amerikanischer Beobachtungssatellit registrierte zum Unfallzeitpunkt einen Hitzeblitz über dem Sinai.
Am 4. November gaben ägyptische und russische Zeitungen an, dass aufgrund einer Auswertung der Blackbox die Explosion eines Triebwerks als mögliche Unfallursache in Frage kommen kann, während der britische Außenminister Philip Hammond erklärte, es gebe eine „signifikante Wahrscheinlichkeit“, dass der Absturz „von einer Bombe an Bord der russischen Maschine verursacht wurde“.
Nach Aussagen des französischen Fernsehsenders France 2 vom 6. November 2015 sind die europäischen Unfallermittler aufgrund einer Auswertung der Flugschreiber davon überzeugt, dass es eine Explosion an Bord gegeben hat, die nicht auf eine technische Ursache zurückzuführen ist.
Am 8. November 2015 teilte ein angebliches Mitglied der ägyptischen Untersuchungskommission gegenüber der Nachrichtenagentur Reuters anonym mit: „Wir sind zu 90 Prozent sicher, dass es eine Bombe war.“
Der Leiter des russischen Inlandsgeheimdienstes FSB, Alexander Bortnikow, wurde am 17. November 2015 dahingehend zitiert, dass an den Wrackteilen und persönlichen Gegenständen der Passagiere Sprengstoffspuren festgestellt wurden. Im Ergebnis befand Bortnikow: „Wir können eindeutig sagen, dass es ein Terroranschlag war“. Die selbstgebaute Bombe habe eine Sprengkraft von bis zu 1,5 Kilogramm TNT gehabt, so Bortnikow. Einige Mitarbeiter am Flughafen Scharm asch-Schaich sollen wegen des Verdachts auf Beihilfe verhaftet worden sein. Der FSB setzte eine Belohnung von 50 Millionen US-Dollar für Hinweise zu den Urhebern des Flugzeugabsturzes aus.
Die Nachrichtenagentur Reuters berichtete am 29. Januar 2016 darüber, dass ein Flugzeugmechaniker von Egypt Air unter dem Verdacht, im Auftrag des „Islamischen Staats“ eine Bombe an Bord geschmuggelt zu haben, verhaftet worden sei. Außerdem sollen zwei Polizisten und ein Mitarbeiter im Gepäckdienst wegen des Verdachts auf Beihilfe verhaftet worden sein. Erst Ende Februar 2016 sprach auch der ägyptische Präsident erstmals von einer nicht-technischen Ursache für den Absturz und vermutete, Terroristen hätten diesen absichtlich herbeigeführt.

### Flug 9268 im Kontext zu anderen Flugunfallermittlungen Ägyptens
Mittlerweile reiht sich Flug 9268 in eine Serie von Zwischenfällen ein, bei denen es im Laufe von multinationalen Flugunfalluntersuchungen zu einer Kontroverse zwischen ägyptischen Ermittlern und der mit ihnen kooperierenden Untersuchungsgruppe gekommen ist:
- Am 31. Oktober 1999 stürzte eine Boeing 767 auf Egypt-Air-Flug 990 vor der Küste der USA in den Atlantik, wobei alle 217 Personen an Bord starben. Die US-amerikanische Flugsicherheitsbehörde (NTSB) kam auf Grund von Auffälligkeiten bei der Aufzeichnung des Stimmenrekorders[35] und Ermittlungen im Umfeld des Ersten Offiziers Gamil El-Batouti zu dem Ergebnis, dass dieser die Maschine habe absichtlich abstürzen lassen, da ihn eine Disziplinarmaßnahme wegen sexuellem Fehlverhalten erwartete. Die ägyptischen Ermittler widersprachen der Suizidthese und führten den Absturz in ihrem Abschlussbericht auf einen Kontrollverlust infolge eines Höhenruderdefekts zurück, den das NTSB wiederum ausschloss. Die Kontroverse zwischen dem NTSB und den ägyptischen Ermittlern konnte nie aufgelöst werden.
- Am 19. Mai 2016 stürzte ein Airbus A320-200 auf Egypt-Air-Flug 804 von Paris nach Kairo ins Mittelmeer, kurz nachdem er in den ägyptischen Luftraum eingetreten war. Alle 66 Menschen an Bord kamen bei dem Absturz ums Leben. Die ägyptischen Ermittler gaben im Dezember 2016 an, Sprengstoffspuren an den Körpern der Passagiere gefunden zu haben und erklärte einen Anschlag auf die Maschine als Absturzursache. Die französischen Ermittler der BEA verwarfen ein knappes Jahr nach dem Absturz die Anschlagsthese und vermuteten einen Brand im Cockpit infolge eines explodierten Tablets und einen anschließenden Kontrollverlust. Die ägyptischen Ermittler hielten ihre Anschlagsthese ein weiteres Jahr aufrecht, ehe sie sich der Theorie der BEA anschlossen. Ein Abschlussbericht zu dem Zwischenfall wurde noch nicht veröffentlicht, die BEA kritisiert die intransparente und wenig kooperative Arbeitsweise ihrer ägyptischen Kollegen.[36]

## Folgen
Als Konsequenz wurden „als Vorsichtsmaßnahme“ sämtliche Flüge zwischen Scharm asch-Schaich und britischen Flughäfen vorübergehend ausgesetzt. Grundlage für diese Einschätzung waren Analysen britischer Geheimdienste. Auf den Sonderflügen zur Rückholung der etwa 20.000 britischen Touristen von Sharm asch-Schaich wurde nur Handgepäck zugelassen, das Gepäck nicht im jeweiligen Flugzeug, sondern per Kurier transportiert. Ab dem 6. November wurden auch alle Flüge von Russland nach Ägypten eingestellt. Fünf Tage später waren über die Hälfte der 80.000 Russen ausgeflogen worden, auch ihr Gepäck wurde dabei separat in Frachtmaschinen transportiert.
Am 6. November 2015 beschloss Russland, den Flugverkehr nach Ägypten auszusetzen, und untersagt seit dem 14. November 2015 der ägyptischen Fluggesellschaft Egypt Air Flüge nach Russland. Im Mai 2016 zeigte sich die russische Regierung unter Auflagen bereit, den Flugverkehr zwischen Russland und Ägypten wieder aufzunehmen. Ägypten investierte 43 Millionen Dollar in die Sicherheit am Terminal 2 des Kairoer Flughafens, von wo in Zukunft Flüge von und nach Russland abgefertigt werden sollen.

## Politische Reaktionen
Der russische Katastrophenschutzminister Wladimir Putschkow, Verkehrsminister Maxim Sokolow und der Chef der Luftverkehrsbehörde Alexander Neradko reisten auf den Sinai. Auch der ägyptische Ministerpräsident Scherif Ismail war nach einem Bericht des Staatsfernsehens auf dem Weg zur Absturzstelle.
Nachdem der russische Geheimdienst am 17. November 2015 von einem Sprengstoffanschlag ausging, versprach der russische Präsident Wladimir Putin, die Schuldigen des Anschlages zu finden und zu bestrafen.

## Darstellung in Medien
In der kanadischen Fernsehserie Mayday – Alarm im Cockpit wurde der Unfall in der sechsten Folge der 16. Staffel als Terror über Ägypten (deutscher Titel) nachgestellt.